# Tennistoernooi van Peking 2013
Het tennistoernooi van Peking van 2013 werd van 28 september tot en met 6 oktober 2013 gespeeld op de hardcourtbanen van het China National Tennis Center, in het olympisch park van de Chinese hoofdstad Peking. De officiële naam van het toernooi was China Open.
Het toernooi bestond uit twee delen:
- WTA-toernooi van Peking 2013, het toernooi voor de vrouwen
- ATP-toernooi van Peking 2013, het toernooi voor de mannen

ATP-toernooi van Peking‎ – WTA-toernooi van Peking/Shanghai

2000 · 2001–2003 · 2004 · 2005 · 2006 · 2007 · 2008 · 2009 · 2010 · 2011 · 2012 · 2013 · 2014 · 2015 · 2016 · 2017 · 2018 · 2019 · 2020–2022 · 2023 · 2024